# Tawara Kuniichi

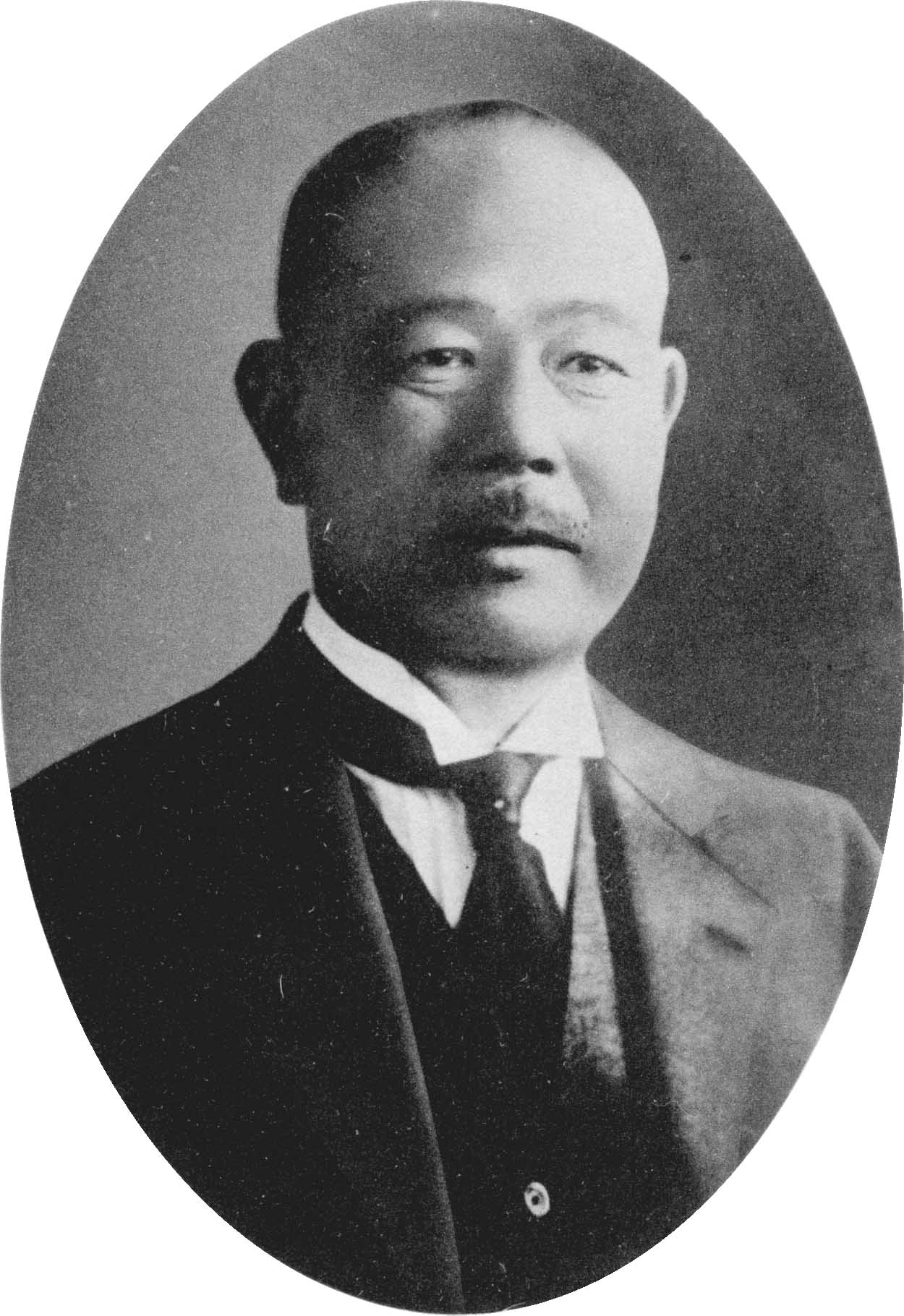
Tawara Kuniichi

Tawara Kuniichi (japanisch 俵 国一; geboren 5. April 1872 in Hamada (Präfektur Shimane); gestorben 30. Juli 1958) war ein japanischer Metallurg.

## Leben und Wirken
Tawara Kuniichi machte 1897 seinen Abschluss an der Fakultät für Ingenieurwissenschaften der Universität Tōkyō und wurde sofort Assistenzprofessor an seiner Alma Mater. 1899 besuchte er Deutschland, um sich dort weiterzubilden. Nach seiner Rückkehr wurde er Professor an der Universität Tōkyō, die ihn bei seinem Eintritt in den Ruhestand als „Meiyō Kyōju“ ehrte. 
Tawara ist bekannt für seine Untersuchungen zu den traditionellen Methoden der Eisengewinnung und der Weiterverarbeitung zum hochwertigen Stahl der japanischen Schwerter, für den er den Begriff „Wakō“ (和鋼) prägte.  
1946 wurde Tawara mit dem Kulturorden ausgezeichnet und 1951 nachträglich als Person mit besonderen kulturellen Verdiensten geehrt.